# Estereótipo da melancia

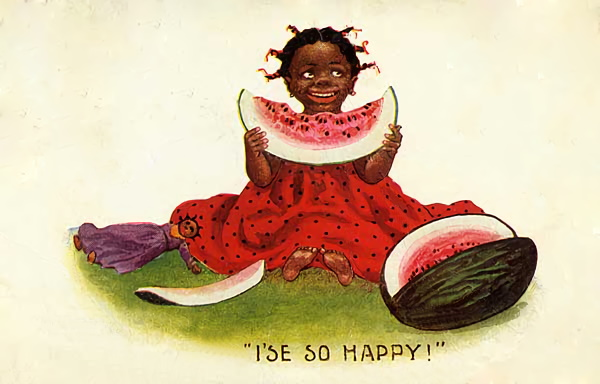
Um cartão postal de 1909 trazendo a legenda "Tô tão feliz!"

O estereótipo da melancia é um estereótipo racista de afro-americanos que afirma que Afro-americanos têm um apetite incomum por melancias. Este estereótipo permaneceu prevalecente para o século XXI.

## História
Melancias foram vistas como um grande símbolo do racismo nos Estados Unidos tão cedo quando o século XIX. A veracidade desse estereótipo tem sido questionada; uma pesquisa conduzida de 1994 a 1996 mostrou que afro-americanos, naquele tempo 12,5% da população do país, só contabilizavam 11,1% do consumo de melancias dos Estados Unidos.
Enquanto a origem exata deste estereótipo permanece obscura, uma associação de afro-americanos com melancias vai ao tempo da escravidão nos Estados Unidos. Defensores da escravidão usaram a fruta para criar a imagem de afro-americanos como pessoas de mente simples que ficavam felizes quando se provinha melancia e um pouco de descanso. O estereótipo foi perpetuado em minstrel shows frequentemente ilustrando afro-americanos como ignorantes e preguiçosos, dados a cantar, dançar e gostar excessivamente de melancias.
Por várias décadas do fim do século XIX até o meio das décadas do meio do século XX, este estereótipos eram promovidos através de caricaturas em impressos, filmes, esculturas e música, e era um tema decorativo comum de bens domésticos. Mesmo tão recentemente quando a  campanha presidencial de 2008 do Barack Obama e suas administrações subsequentes, imagens de melancias têm sido usadas por seus detratores.
Em novembro de 2014, Daniel Handler, o mestre de cerimônias do National Book Awards, fez uma piada sobre melancias quando uma mulher autora negra, Jacqueline Woodson, recebeu um prêmio. Em um editorial de opinião do New York Times publicado brevemente após, "A Dor da Piada da Melancia," Jacqueline Woodson explicou que "em fazer luz nesta história profunda e problemática" com sua piada, Daniel Handler veio de um lugar de ignorância, mas ressaltou a missão dela de "dar às pessoas consciência da história brilhante e brutal deste país, para que ninguém nunca pense que pode subir em um palco uma tarde e rir do passado doloroso de outra pessoa.

## Galeria

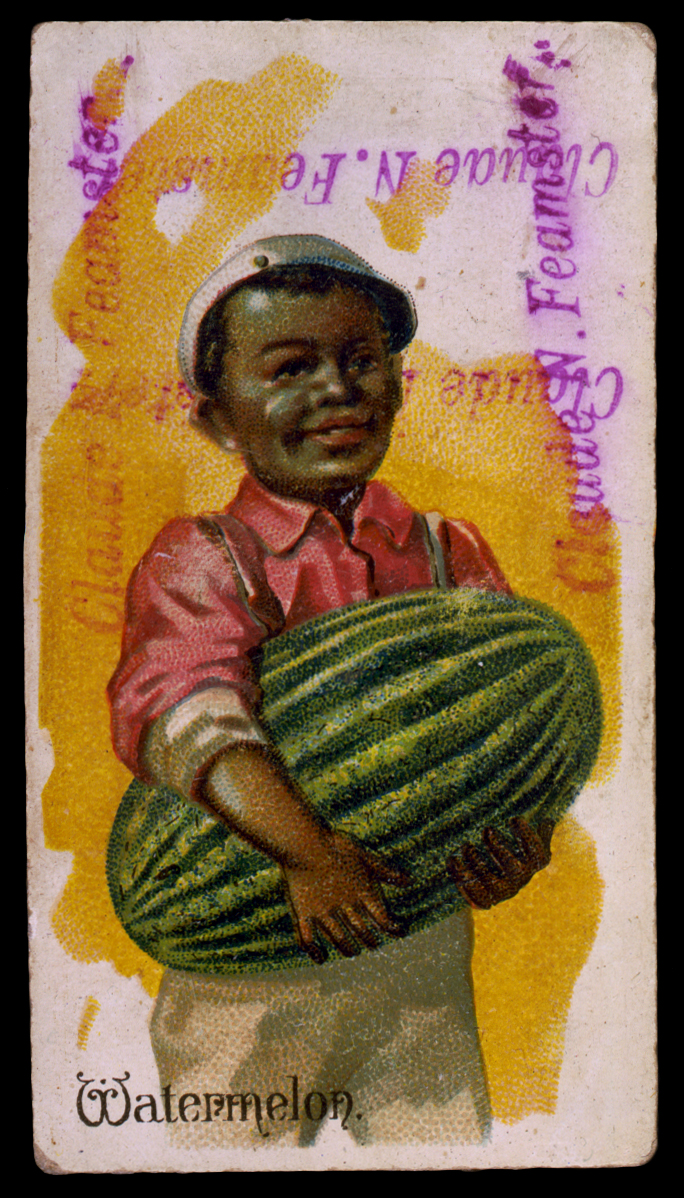
Lithograph of a black boy holding a watermelon, circa 1850–1900
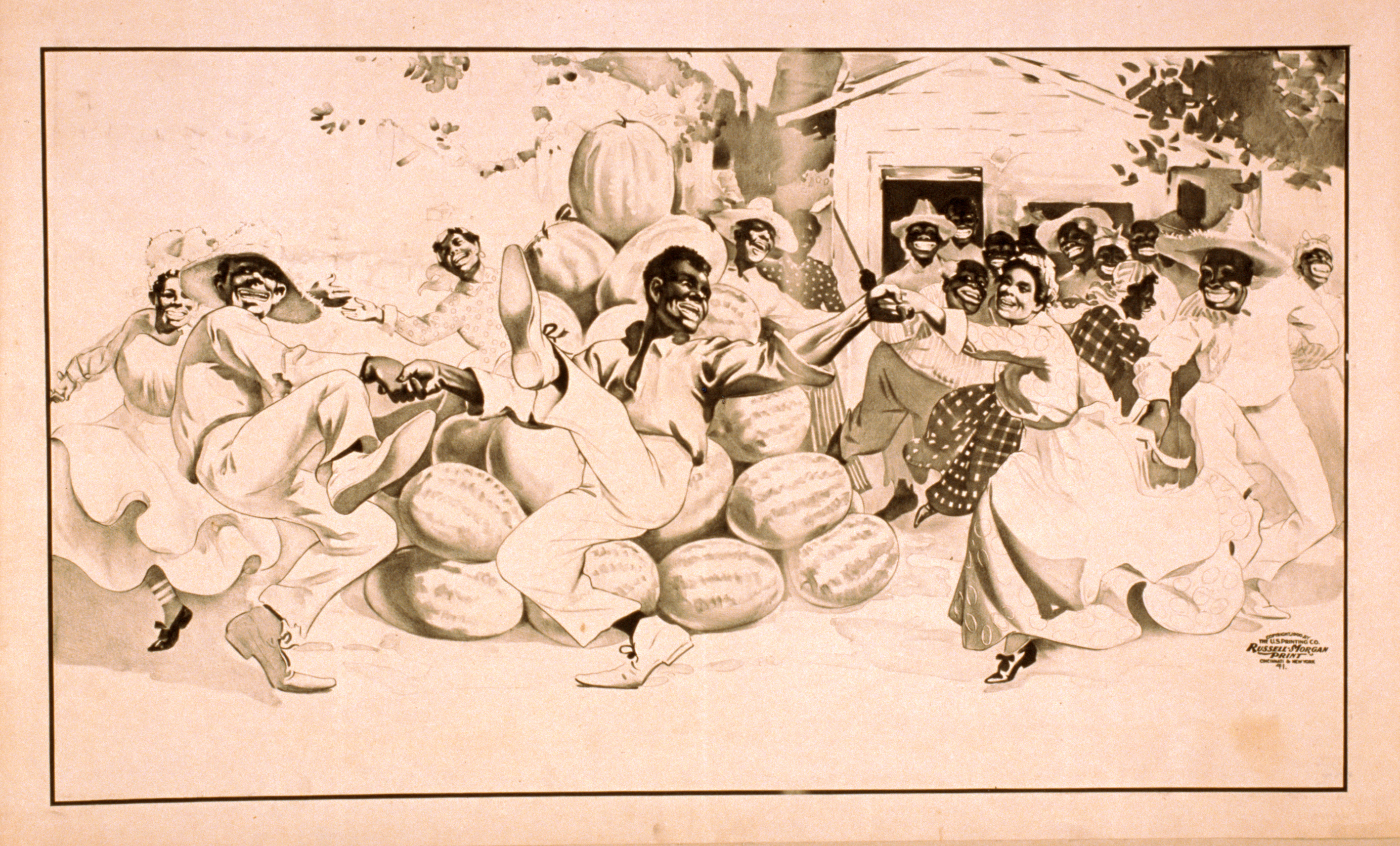
Lithograph of Blacks dancing around a pile of watermelons, circa 1900
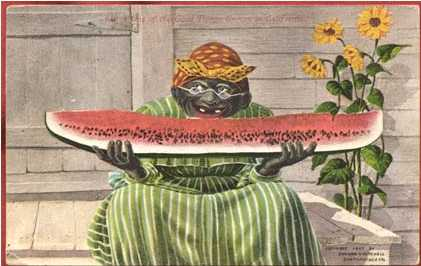
Postcard ("Coon card") from the 1900s
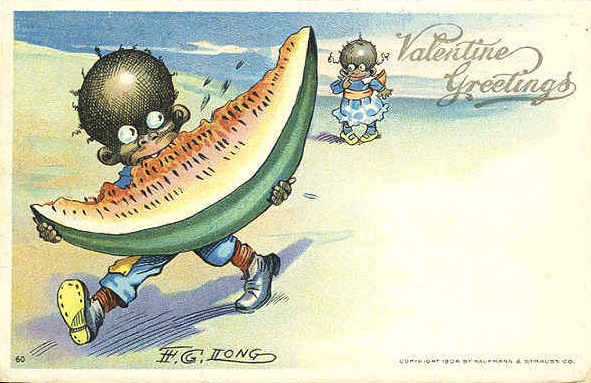
"Coon card" from 1904
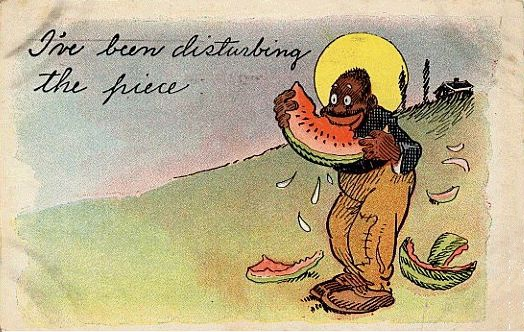
"Coon card" from 1910
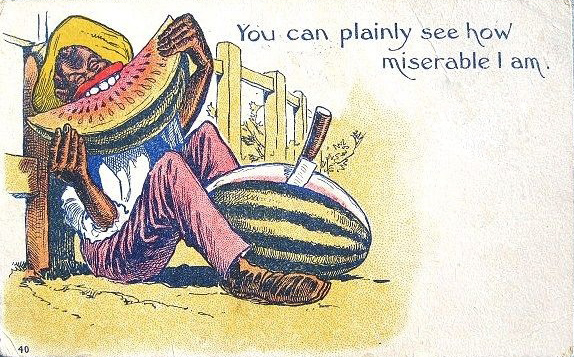
"Coon card" from 1911, with the title "You can plainly see how miserable I am"
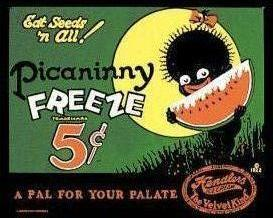
Reproduction of an old tin sign advertising Picaninny Freeze, a frozen treat.

## References
1. ↑  Connor Adams (3 de agosto de 2012). «National Watermelon Day Brings Racists Out Despite Lack Of Facts To Back Up Stereotype». International Business Times. Consultado em 30 de março de 2013
2. ↑  «II.C.6. - Cucumbers, Melons, and Watermelons». The Cambridge World History of Food. Consultado em 31 de março de 2013. Arquivado do original em 1 de junho de 2013
3. ↑  «'Colored' comment: Golf CEO compounds insults to Tiger Woods». The Christian Science Monitor. 23 de maio de 2013
4. ↑  «Factors Affecting Watermelon Consumption in the United States» (PDF). Consultado em 30 de março de 2013. Arquivado do original (PDF) em 21 de abril de 2013
5. 1 2  «The Coon Obsession with Chicken & Watermelon». Consultado em 30 de março de 2013
6. ↑  Wade, Lisa. «Watermelon: Symbolizing the Supposed Simplicity of Slaves». Consultado em 30 de março de 2013
7. ↑  Fences: Shmoop Literature Guide. [S.l.: s.n.] 2010. p. 26. ISBN 9781610624190
8. ↑  Smith, Andrew F. (2007). The Oxford Companion to American Food and Drink. [S.l.]: Oxford University Press. ISBN 9780195307962
9. ↑  Woodson, Jacqueline (28 de novembro de 2014). «The Pain of the Watermelon Joke». New York Times